# Gare du Midi (stație de metrou din Bruxelles)
fr  Gare du Midi / nl  Zuidstation este o stație comună a metroului și premetroului din Bruxelles situată în subsolul Gării Bruxelles Sud, al cărei nume îl poartă. Stația se găsește în comuna Saint-Gilles din Regiunea Capitalei Bruxelles.

## Istoric
Stația de metrou Gare du Midi / Zuidstation a fost deschisă pe 2 octombrie 1988, odată cu punerea în exploatare a liniei 2 a axei Centura Mică între Simonis și Gare du Midi. Cu această ocazie, stațiile de premetrou Louise și Rogier situate pe axa Centura Mică au fost convertite în stații de metrou. În total, lungimea liniei de metrou date în folosință a fost de 7,1 km.
Pe 3 decembrie 1993 a fost pusă în exploatare și stația de premetrou Gare du Midi / Zuidstation de pe axa Nord-Sud. Prin ea circulă tramvaiele liniilor 3, 4 și 51.  Anterior, tramvaiele opreau în stația de suprafață, care este și acum deservită de un număr de linii. Această stație este situată pe așa-numita „stradă acoperită”, denumită astfel pentru că traversează incinta clădirii gării. Între stația de premetrou și cea de suprafață nu există însă o legătură directă. În martie 2011 au început lucrări de construcție a unui nou acces către peroanele de metrou dinspre Bulevardul Fonsny. Această intervenție, în valoare de 2.4 milioane de euro, a avut ca rezultat și facilitarea accesului între metrou și stația de suprafață de pe „strada acoperită”. Zona acoperită reprezintă și punctul terminus pentru liniile de transport în comun: autobuzele STIB opresc în apropiere, în Piața Bara, în timp ce cele ale TEC opresc pe partea opusă a stației, la ieșirea din „strada acoperită”.

## Caracteristici
Liniile de metrou și premetrou pentru fiecare direcție sunt construite pe două niveluri, unul deasupra celuilalt. Fiecare din cele două niveluri ale stației conține o linie de metrou și una de premetrou. Există trei peroane la fiecare nivel: două laterale și unul central, comun, pentru a facilita accesul între garniturile de metrou și tramvaie.
În stație este expusă, începând din 2004, lucrarea „Flying Over” a artistului Jacques Bage. Pictura evocă, în cinci pânze distincte, survolarea unui peisaj împădurit, scăldat în ceață. Opera de artă, în contrast cu agitația din stație, intenționează să le ofere pasagerilor o senzație de liniște.

## Legături

### Linii de metrou ale STIB
- 2 Simonis - Elisabeth
- 6 Roi Baudouin / Koning Boudewijn - Elisabeth

### Linii de tramvai ale STIB în premetrou
- 3 Churchill - Esplanade
- 4 Parking Stalle - Gare du Nord / Noordstation
- 51 Van Haelen - Stade / Stadion

### Linii de tramvai ale STIB în apropiere
- 32 Drogenbos Château / Drogenbos Kasteel - Da Vinci (doar seara, după ora 20:00)
- 81 Marius Renard - Montgomery
- 82 Drogenbos Château / Drogenbos Kasteel - Berchem Station (doar ziua, înainte de ora 20:00); Gare du Midi / Zuidstation - Berchem Station (doar seara, după ora 20:00)

### Linii de autobuz ale STIB
- 27 Gare du Midi / Zuidstation - Andromède / Andromeda
- 49 Gare du Midi / Zuidstation - Bockstael
- 50 Gare du Midi / Zuidstation - Lot Station
- 78 Gare du Midi / Zuidstation - Humanité

## Locuri importante în proximitatea stației
- Gara de Sud;

## Galerie de imagini

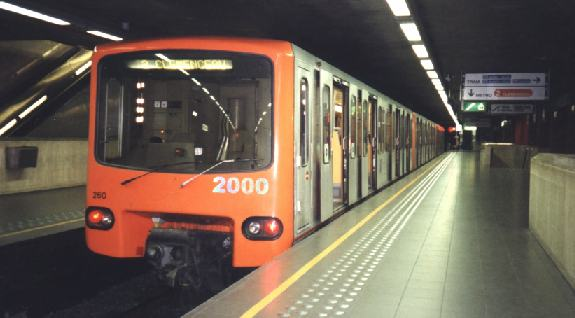
Metrou în stația Gare du Midi / Zuidstation
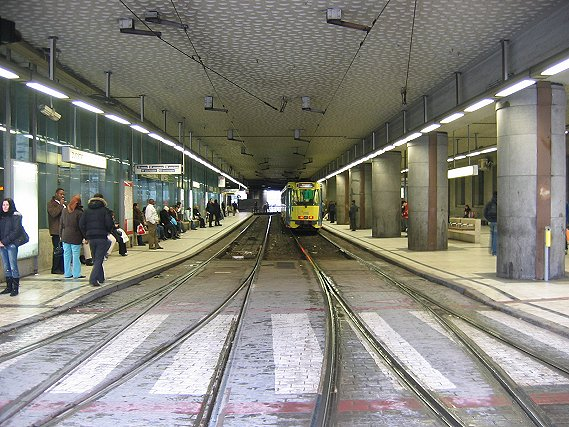
Stația de tramvai de suprafață din „strada acoperită”